# SpaceX
Спејс екс (енгл. SpaceX) је америчка приватна компанија која се бави израдом свемирских летелица и свемирским летовима, са седиштем у Хоторну у Калифорнији. Компанију је основао 6. маја 2002. предузетник Илон Маск с циљем смањења трошкова свемирских путовања и омогућавања колонизације Марса. Спејс екс је развио линију ракета-носача Фалкон и свемирску летелицу Драгон.
Ова компанија је ушла у историју као прва приватна компанија која је успешно доставила терет на Међународну свемирску станицу лансирањем ракете Фалкон 9, 25. маја 2012. године., a 30. маја 2020. постала је прва приватна компанија која је успешно послала астронауте на Међународну свемирску станицу (уз помоћ летелице Драгон 2). Јануара 2020, са трећим лансирањем Старлинк сателита, Спејс екс је постао највећи оператор комерцијалне сателитске констелације у свету.

## Историја
Са 100 милиона долара свог богатства, Маск је основао Space Exploration Technologies, односно Спејс екс, у мају 2002. године. Маск је главни извршни директор и главни технолошки директор предузећа, са седиштем у Хоторну, у Калифорнији. Спејс екс развија и производи свемирске ракете-носаче са нагласком на унапређивање стања ракетне технологије. Компанијине прве две лансиране ракете су Фалкон 1 и Фалкон 9 (по свемирском броду „Millenium Falcon” из филма Звездани ратови), а прва летелица је Драгон (референца из анимираног филма „Puff the Magic Dragon”). За седам година, компанија је дизајнирала серију Фалкон ракета-носача и Драгон вишенаменску летелицу. У септембру 2008. године, Фалкон 1 ракета постала је прва приватно финансирана летелица на течно гориво која је поставила сателит у Земљину орбиту. Драгон летелица се, 25. маја 2012. године, спојила са Међународном свемирском станицом (МСС), и тако је Спејс екс постала прва комерцијална компанија која је лансирала и спојила летелицу са Међународном свемирском станицом.
Године 2006, Спејс екс је добио уговор са НАСА-ом за наставак развоја и испитивања Фалкон ракета-носача и Драгон летелице за превоз терета на Међународну свемирску станицу. Уследио је уговор са НАСА-ом од 1,6 милијарди долара 23. децембра 2008. године за дванаест летова Фалкон 9 ракета и Драгон летелице, чиме је замењен амерички спејс-шатл који је повучен из употребе 2011. године. Транспорт америчких астронаута након гашења програма Спејс-шатлова обављао се руском летелицом Сојуз, али Спејс екс је једна од две команије која је склопила уговор са НАСА-ом као део Commercial Crew Development програма, који је имао за циљ да развије могућност транспорта америчких астронаута до 2020. године. Спејс екс је 30. маја 2020. уз помоћ летелице Драгон 2 успешно послала астронауте Роберта Бенкена и Дага Херлија на Међународну свемирску станицу, чиме је постала прва приватна компанија која је то остварила. 
Маск је веровао да је кључ приступачних свемирских путовања у прављењу ракета које се поново могу искористити, иако већина стручњака у свемирској индустрији није веровала да су ракете за вишекратну употребу могуће или изводљиве. Спејс екс је успешно слетео прву фазу Фалкон ракете назад на лансирну рампу 22. децембра 2015. године. То је био први пут у историји да је такав подухват постигнут са орбиталном ракетом и представља значајан корак ка поновној употреби ракета снижавајући трошкове приступа свемиру. Ова прва фаза опоравка је поновљена неколико пута 2016. године, слетањем на аутономни свемирски беспилотни брод, на платформу за опоравак која плута у океану, а до краја 2017. године, Спејс екс је слетео и опоравио прву фазу у 16 мисија у низу где је покушано слетање и опоравак, укључујући свих 14 покушаја у 2017. години. Опорављено је 20 од 42 прве фазе Факлон 9 појачивача од почетка лета Фалкон 9 ракете у 2010. години. У 2017. години, Спејс екс лансирао је 18 успешних летова Фалкон 9, више него удвостручујући највиши број од 8 летова из претходне године.
Спејс екс је, 6. фебруара 2018. године, успешно лансирао Фалкон Хеви, четврту по реду ракету са највећим капацитетом икада направљену (после Сатурн V, Енергија и Н1) и најмоћнију ракету која је у функцији од 2018. године. На инаугуралној мисији, ракета је носила Масков електронски спортски аутомобил Тесла родстер као пробни терет.
Спејс екс је највећи приватни произвођач ракетних мотора на свету, а уједно и носитељ рекорда за највиши омер потиска и тежине за ракетни мотор (Мерлин 1D). Произвео је више од 100 оперативних Мерлин 1D мотора. Сваки Мерлин 1D мотор може вертикално да подигне тежину од 40 просечних породичних аутомобила. У комбинацији, 9 Мерлин мотора у првој фази Фалкон 9 производе негде од 5,8 до 6,7 мегањутна потиска, у зависности од надморске висине.
Крајем 2017. године, Спејс екс је представио дизајн своје нове генерације лансирних возила и система свемирских летелица - БФР („Big Falcon Rocket”) - који ће подржати све могућности пружања услуга лансирања Спејс екса, са једним скупом веома великих возила: Земљина орбита, Лунарна орбита, међупланетарне мисије, па чак и интерконтинентални превоз путника на Земљи и потпуно заменити Фалкон 9, Фалкон Хеви и Драгон возила у 2020-им. БФР ће имати пречник језгра 9 m. Значајан развој возила почео је 2017. године, док је развој ракетних мотора почео 2012. године.

## Финансирање
У јануару 2015. године Спејс екс је од компанија Гугл и Фиделити добио милијарду долара у замену за 10% удела у власништву, чиме је укупна вредност компаније процењена на 10 милијарди долара. Претходно су у Спејс екс свој новац уложиле компаније Draper Fisher Jurvetson, Founders Fund, Valor Equity Partners и Capricorn. Новац који је овом приликом стигао у компанију можда је повезан са намером да се уђе у тржиште комерцијалних сателита, прецизније, сателитског интернета на глобалном нивоу (Спејс екс планира да изгради мрежу од више хиљада мањих сателита који ће кружити у ниској орбити и становништву целог света обезбедити приступ брзом интернету). Гугл је дуже време тражио новог партнера за сателитски интернет, након што је прекинуо сарадњу са компанијама O3b и OneWeb.